# Jean-Claude Fohrenbach
Jean-Claude Fohrenbach dit « Fofo » est un saxophoniste ténor français né le 5 janvier 1925 à Paris et mort le 30 mars 2009 à Villiers-le-Duc.

## Biographie et carrière
Après la libération de Paris, Jean-Claude Fohrenbach étudia la musique classique et le jazz. En 1946, il partit en tournée avec Kenny Clarke et enregistra avec lui The Man I  Love en 1948. En 1947, Fohrenbach joua avec Django Reinhardt. En juin 1948, il monta un orchestre au Club Saint-Germain à la demande de Boris Vian qui le qualifia de « sans  aucun  doute  le  meilleur saxo ténor français et peut-être européen »,. L'orchestre comprenait également Hubert Fol, Ralph  Schecroun et Alf Masselier. Fohrenbach joua tous les soirs au Club Saint-Germain de 1948 à 1950.
Dans les années 1950, il joua avec Jack Diéval (1950), Bernard Zacharias (1954), Jonah Jones (1954), Pierre Spiers (1955), l'orchestre de Claude Bolling (1955-1956), et Martial Solal.
À partir de la fin des années 1970, Fohrenbach enseigna la musique et l'improvisation au jazz au Centre d'informations musicales (CIM).
Il a accompagné le chanteur Jean Ferrat pendant sept ans.
Son disque Fohrenbach French Sound, enregistré en 1953, a été réédité en 2005 en deux CD.
Dans les années 1980, il enregistre avec le Quatuor Gabriel Pierné et le Quintette Patrick Saussois